# Grand Prix Hiszpanii 2011
Grand Prix Hiszpanii 2011 – piąta runda Mistrzostw Świata Formuły 1 w sezonie 2011.

## Lista startowa
Na niebieskim tle kierowcy biorący udział jedynie w piątkowych treningach
| Nr | Kierowca           | Zespół                       | Samochód            | Silnik               | Opony |
| -- | ------------------ | ---------------------------- | ------------------- | -------------------- | ----- |
| 1  | Sebastian Vettel   | Red Bull Racing              | Red Bull RB7        | Renault RS27-2011    | P     |
| 2  | Mark Webber        | Red Bull Racing              | Red Bull RB7        | Renault RS27-2011    | P     |
| 3  | Lewis Hamilton     | Vodafone McLaren Mercedes    | McLaren MP4-26      | Mercedes-Benz FO108Y | P     |
| 4  | Jenson Button      | Vodafone McLaren Mercedes    | McLaren MP4-26      | Mercedes-Benz FO108Y | P     |
| 5  | Fernando Alonso    | Scuderia Marlboro Ferrari    | Ferrari 150° Italia | Ferrari 056          | P     |
| 6  | Felipe Massa       | Scuderia Marlboro Ferrari    | Ferrari 150° Italia | Ferrari 056          | P     |
| 7  | Michael Schumacher | Mercedes GP Petronas F1 Team | Mercedes MGP W02    | Mercedes-Benz FO108Y | P     |
| 8  | Nico Rosberg       | Mercedes GP Petronas F1 Team | Mercedes MGP W02    | Mercedes-Benz FO108Y | P     |
| 9  | Nick Heidfeld      | Lotus Renault GP Team        | Renault R31         | Renault RS27-2011    | P     |
| 10 | Witalij Pietrow    | Lotus Renault GP Team        | Renault R31         | Renault RS27-2011    | P     |
| 11 | Rubens Barrichello | AT&T WilliamsF1 Team         | Williams FW33       | Cosworth CA2011      | P     |
| 12 | Pastor Maldonado   | AT&T WilliamsF1 Team         | Williams FW33       | Cosworth CA2011      | P     |
| 14 | Adrian Sutil       | Force India Formula One Team | Force India VJM04   | Mercedes-Benz FO108Y | P     |
| 15 | Nico Hülkenberg    | Force India Formula One Team | Force India VJM04   | Mercedes-Benz FO108Y | P     |
| 15 | Paul di Resta      | Force India Formula One Team | Force India VJM04   | Mercedes-Benz FO108Y | P     |
| 16 | Kamui Kobayashi    | Sauber F1 Team               | Sauber C30          | Ferrari 056          | P     |
| 17 | Sergio Pérez       | Sauber F1 Team               | Sauber C30          | Ferrari 056          | P     |
| 18 | Sébastien Buemi    | Scuderia Toro Rosso          | Toro Rosso STR6     | Ferrari 056          | P     |
| 18 | Daniel Ricciardo   | Scuderia Toro Rosso          | Toro Rosso STR6     | Ferrari 056          | P     |
| 19 | Jaime Alguersuari  | Scuderia Toro Rosso          | Toro Rosso STR6     | Ferrari 056          | P     |
| 20 | Heikki Kovalainen  | Team Lotus                   | Lotus T128          | Renault RS27-2011    | P     |
| 21 | Jarno Trulli       | Team Lotus                   | Lotus T128          | Renault RS27-2011    | P     |
| 22 | Narain Karthikeyan | HRT F1 Team                  | Hispania F111       | Cosworth CA2011      | P     |
| 23 | Vitantonio Liuzzi  | HRT F1 Team                  | Hispania F111       | Cosworth CA2011      | P     |
| 24 | Timo Glock         | Marussia Virgin Racing       | Virgin MVR-02       | Cosworth CA2011      | P     |
| 25 | Jérôme d’Ambrosio  | Marussia Virgin Racing       | Virgin MVR-02       | Cosworth CA2011      | P     |
| Nr | Kierowca           | Zespół                       | Samochód            | Silnik               | Opony |

## Wyniki

### Sesje treningowe
| Sesja | Nr | Kierowca         | Konstruktor     | Czas     | Okr. |
| ----- | -- | ---------------- | --------------- | -------- | ---- |
| 1     | 2  | Mark Webber      | Red Bull Racing | 1:25,142 | 27   |
| 2     | 2  | Mark Webber      | Red Bull Racing | 1:22,470 | 35   |
| 3     | 1  | Sebastian Vettel | Red Bull Racing | 1:21,707 | 6    |

### Kwalifikacje
Źródło: Wyprzedź Mnie!
| Poz. | Nr | Kierowca           | Konstruktor          | Q1       | Q2       | Q3       | Poz. s. |
| --- | --- | ------------------ | -------------------- | -------- | -------- | -------- | ------- |
| 1 | 2 | Mark Webber        | Red Bull-Renault     | 1:23,619 | 1:21,773 | 1:20,981 | 1       |
| 2 | 1 | Sebastian Vettel   | Red Bull-Renault     | 1:24,142 | 1:21,540 | 1:21,181 | 2       |
| 3 | 3 | Lewis Hamilton     | McLaren-Mercedes     | 1:24,370 | 1:22,148 | 1:21,961 | 3       |
| 4 | 5 | Fernando Alonso    | Ferrari              | 1:23,485 | 1:22,813 | 1:21,964 | 4       |
| 5 | 4 | Jenson Button      | McLaren-Mercedes     | 1:24,428 | 1:22,050 | 1:21,996 | 5       |
| 6 | 10 | Witalij Pietrow    | Renault              | 1:23,069 | 1:22,948 | 1:22,471 | 6       |
| 7 | 8 | Nico Rosberg       | Mercedes             | 1:23,507 | 1:22,569 | 1:22,599 | 7       |
| 8 | 6 | Felipe Massa       | Ferrari              | 1:23,506 | 1:23,026 | 1:22,888 | 8       |
| 9 | 12 | Pastor Maldonado   | Williams-Cosworth    | 1:23,406 | 1:22,854 | 1:22,952 | 9       |
| 10 | 7 | Michael Schumacher | Mercedes             | 1:22,960 | 1:22,671 | –        | 10      |
| 11 | 18 | Sébastien Buemi    | Toro Rosso-Ferrari   | 1:23,962 | 1:23,231 | –        | 11      |
| 12 | 17 | Sergio Pérez       | Sauber-Ferrari       | 1:24,209 | 1:23,367 | –        | 12      |
| 13 | 19 | Jaime Alguersuari  | Toro Rosso-Ferrari   | 1:24,049 | 1:23,694 | –        | 13      |
| 14 | 16 | Kamui Kobayashi    | Sauber-Ferrari       | 1:23,656 | 1:23,702 | –        | 14      |
| 15 | 20 | Heikki Kovalainen  | Lotus-Renault        | 1:25,874 | 1:25,403 | –        | 15      |
| 16 | 15 | Paul di Resta      | Force India-Mercedes | 1:24,332 | 1:26,126 | –        | 16      |
| 17 | 14 | Adrian Sutil       | Force India-Mercedes | 1:24,648 | 1:26,571 | –        | 17      |
| 18 | 21 | Jarno Trulli       | Lotus-Renault        | 1:26,521 | –        | –        | 18      |
| 19 | 11 | Rubens Barrichello | Williams-Cosworth    | 1:26,910 | –        | –        | 19      |
| 20 | 24 | Timo Glock         | Virgin-Cosworth      | 1:27,315 | –        | –        | 20      |
| 21 | 23 | Vitantonio Liuzzi  | HRT-Cosworth         | 1:27,809 | –        | –        | 21      |
| 22 | 22 | Narain Karthikeyan | HRT-Cosworth         | 1:27,908 | –        | –        | 22      |
| 23 | 25 | Jérôme d’Ambrosio  | Virgin-Cosworth      | 1:28,556 | –        | –        | 23      |
| 24 | 9 | Nick Heidfeld      | Renault              | –        | –        | –        | 24      |
| Poz. | Nr | Kierowca           | Konstruktor          | Q1       | Q2       | Q3       | Poz. s. |
| \| Legenda \| Legenda \| \| ------------------------ \| ---------------------------------------------------------------------------------------------------------------------------------------------------------------------------------------------------------------------------------------------------------------- \| \| Poz. Nr Q1 Q2 Q3 Poz. s. \| Pozycja zajęta w sesji kwalifikacyjnej Numer startowy kierowcy Wynik uzyskany w pierwszej części kwalifikacji Wynik uzyskany w drugiej części kwalifikacji Wynik uzyskany w trzeciej części kwalifikacji Pozycja startowa po uwzględnięniu kar, przesunięć, itp. \| | |                    |                      |          |          |          |         |
| Legenda | |                    |                      |          |          |          |         |
| Poz. Nr Q1 Q2 Q3 Poz. s. | Pozycja zajęta w sesji kwalifikacyjnej Numer startowy kierowcy Wynik uzyskany w pierwszej części kwalifikacji Wynik uzyskany w drugiej części kwalifikacji Wynik uzyskany w trzeciej części kwalifikacji Pozycja startowa po uwzględnięniu kar, przesunięć, itp. |                    |                      |          |          |          |         |

### Wyścig
Źródło: Wyprzedź Mnie!
| P                 | + / –     | Nr | Kierowca           | Konstruktor          | Okr. | Czas / Strata    | Komentarz       |
| ----------------- | --------- | -- | ------------------ | -------------------- | ---- | ---------------- | --------------- |
| 1                 | 1         | 1  | Sebastian Vettel   | Red Bull-Renault     | 66   | 1h39m03,301      |                 |
| 2                 | 1         | 3  | Lewis Hamilton     | McLaren-Mercedes     | 66   | +0:00,630        |                 |
| 3                 | 2         | 4  | Jenson Button      | McLaren-Mercedes     | 66   | +0:35,697        |                 |
| 4                 | 3         | 2  | Mark Webber        | Red Bull-Renault     | 66   | +0:47,966        |                 |
| 5                 | 1         | 5  | Fernando Alonso    | Ferrari              | 65   | +1 okr.          |                 |
| 6                 | 4         | 7  | Michael Schumacher | Mercedes             | 65   | +1 okr. (17,839) |                 |
| 7                 | Bez zmian | 8  | Nico Rosberg       | Mercedes             | 65   | +1 okr. (00,875) |                 |
| 8                 | 16        | 9  | Nick Heidfeld      | Renault              | 65   | +1 okr. (00,445) |                 |
| 9                 | 3         | 17 | Sergio Pérez       | Sauber-Ferrari       | 65   | +1 okr. (20,590) |                 |
| 10                | 4         | 16 | Kamui Kobayashi    | Sauber-Ferrari       | 65   | +1 okr. (04,718) |                 |
| 11                | 5         | 10 | Witalij Pietrow    | Renault              | 65   | +1 okr. (12,827) |                 |
| 12                | 4         | 15 | Paul di Resta      | Force India-Mercedes | 65   | +1 okr. (06,361) |                 |
| 13                | 4         | 14 | Adrian Sutil       | Force India-Mercedes | 65   | +1 okr. (05,826) |                 |
| 14                | 3         | 18 | Sébastien Buemi    | Toro Rosso-Ferrari   | 65   | +1 okr. (06,502) |                 |
| 15                | 6         | 12 | Pastor Maldonado   | Williams-Cosworth    | 65   | +1 okr. (00,242) |                 |
| 16                | 3         | 19 | Jaime Alguersuari  | Toro Rosso-Ferrari   | 64   | +2 okr.          |                 |
| 17                | 2         | 11 | Rubens Barrichello | Williams-Cosworth    | 64   | +2 okr. (02,155) |                 |
| 18                | Bez zmian | 21 | Jarno Trulli       | Lotus-Renault        | 64   | +2 okr. (55,239) |                 |
| 19                | 1         | 24 | Timo Glock         | Virgin-Cosworth      | 63   | +3 okr.          |                 |
| 20                | 3         | 25 | Jérôme d’Ambrosio  | Virgin-Cosworth      | 62   | +4 okr.          |                 |
| 21                | 1         | 22 | Narain Karthikeyan | HRT-Cosworth         | 61   | +5 okr.          |                 |
| Niesklasyfikowani |           |    |                    |                      |      |                  |                 |
|                   |           | 6  | Felipe Massa       | Ferrari              | 58   |                  | skrzynia biegów |
|                   |           | 20 | Heikki Kovalainen  | Lotus-Renault        | 48   |                  | wypadł z toru   |
|                   |           | 23 | Vitantonio Liuzzi  | HRT-Cosworth         | 28   |                  | skrzynia biegów |
| P                 | + / –     | Nr | Kierowca           | Konstruktor          | Okr. | Czas / Strata    | Komentarz       |

### Najszybsze okrążenie
Źródło: Wyprzedź Mnie!
| Nr | Kierowca       | Konstruktor      | Czas     | Okr. |
| -- | -------------- | ---------------- | -------- | ---- |
| 3  | Lewis Hamilton | McLaren-Mercedes | 1:26,727 | 52   |

## Prowadzenie w wyścigu
| Nr                              | Kierowca         | Okrążenia                  | Suma |
| ------------------------------- | ---------------- | -------------------------- | ---- |
| 1                               | Sebastian Vettel | 23-33, 35-47, 49-66        | 39   |
| 5                               | Fernando Alonso  | 1-10, 11-18                | 17   |
| 3                               | Lewis Hamilton   | 10-11, 18-23, 33-35, 47-49 | 10   |
| \| Wykres \| \| ------ \| \| \| |                  |                            |      |
| Wykres                          |                  |                            |      |
|                                 |                  |                            |      |

## Klasyfikacja po wyścigu

### Kierowcy
| P  | +/− | Kierowca           | Starty | Punkty | P1 | P2 | P3 | PP | NO | NS |
| -- | --- | ------------------ | ------ | ------ | -- | -- | -- | -- | -- | -- |
| 1  | 0   | Sebastian Vettel   | 5      | 118    | 4  | 1  | –  | 4  | –  | –  |
| 2  | 0   | Lewis Hamilton     | 5      | 77     | 1  | 2  | –  | –  | 1  | –  |
| 3  | 0   | Mark Webber        | 5      | 67     | –  | 1  | 1  | 1  | 3  | –  |
| 4  | 0   | Jenson Button      | 5      | 61     | –  | 1  | 1  | –  | –  | –  |
| 5  | 0   | Fernando Alonso    | 5      | 51     | –  | –  | 1  | –  | –  | –  |
| 6  | +3  | Nico Rosberg       | 5      | 26     | –  | –  | –  | –  | –  | 1  |
| 7  | 0   | Nick Heidfeld      | 5      | 25     | –  | –  | 1  | –  | –  | –  |
| 8  | −2  | Felipe Massa       | 5      | 24     | –  | –  | –  | –  | 1  | 1  |
| 9  | −1  | Witalij Pietrow    | 5      | 21     | –  | –  | 1  | –  | –  | –  |
| 10 | +1  | Michael Schumacher | 5      | 14     | –  | –  | –  | –  | –  | 1  |
| 11 | −1  | Kamui Kobayashi    | 5      | 9      | –  | –  | –  | –  | –  | 1  |
| 12 | 0   | Sébastien Buemi    | 5      | 6      | –  | –  | –  | –  | –  | –  |
| 13 | 0   | Adrian Sutil       | 5      | 2      | –  | –  | –  | –  | –  | –  |
| 14 | +4  | Sergio Pérez       | 5      | 2      | –  | –  | –  | –  | –  | 2  |
| 15 | −1  | Paul di Resta      | 5      | 2      | –  | –  | –  | –  | –  | 1  |
| 16 | −1  | Jaime Alguersuari  | 5      | 0      | –  | –  | –  | –  | –  | 1  |
| 17 | −1  | Rubens Barrichello | 5      | 0      | –  | –  | –  | –  | –  | 2  |
| 18 | −1  | Jarno Trulli       | 5      | 0      | –  | –  | –  | –  | –  | 1  |
| 19 | 0   | Jérôme d’Ambrosio  | 5      | 0      | –  | –  | –  | –  | –  | 1  |
| 20 | 0   | Heikki Kovalainen  | 5      | 0      | –  | –  | –  | –  | –  | 2  |
| 21 | +1  | Pastor Maldonado   | 5      | 0      | –  | –  | –  | –  | –  | 2  |
| 22 | −1  | Timo Glock         | 4      | 0      | –  | –  | –  | –  | –  | 1  |
| 23 | 0   | Narain Karthikeyan | 4      | 0      | –  | –  | –  | –  | –  | 1  |
| 24 | 0   | Vitantonio Liuzzi  | 4      | 0      | –  | –  | –  | –  | –  | 2  |
| P  | +/− | Kierowca           | Starty | Punkty | P1 | P2 | P3 | PP | NO | NS |

### Konstruktorzy
| P  | +/− | Konstruktor          | Starty | Punkty | P1 | P2 | P3 | PP | NO | NS |
| -- | --- | -------------------- | ------ | ------ | -- | -- | -- | -- | -- | -- |
| 1  | 0   | Red Bull-Renault     | 10     | 185    | 4  | 2  | 1  | 5  | 3  | –  |
| 2  | 0   | McLaren-Mercedes     | 10     | 138    | 1  | 3  | 1  | –  | 1  | –  |
| 3  | 0   | Ferrari              | 10     | 75     | –  | –  | 1  | –  | 1  | 1  |
| 4  | 0   | Renault              | 10     | 46     | –  | –  | 2  | –  | –  | –  |
| 5  | 0   | Mercedes             | 10     | 40     | –  | –  | –  | –  | –  | 2  |
| 6  | 0   | Sauber-Ferrari       | 10     | 11     | –  | –  | –  | –  | –  | 2  |
| 7  | 0   | Toro Rosso-Ferrari   | 10     | 6      | –  | –  | –  | –  | –  | 1  |
| 8  | 0   | Force India-Mercedes | 10     | 4      | –  | –  | –  | –  | –  | 1  |
| 9  | +1  | Williams-Cosworth    | 10     | 0      | –  | –  | –  | –  | –  | 4  |
| 10 | −1  | Lotus-Renault        | 10     | 0      | –  | –  | –  | –  | –  | 3  |
| 11 | 0   | Virgin-Cosworth      | 9      | 0      | –  | –  | –  | –  | –  | 2  |
| 12 | 0   | HRT-Cosworth         | 8      | 0      | –  | –  | –  | –  | –  | 3  |
| P  | +/− | Konstruktor          | Starty | Punkty | P1 | P2 | P3 | PP | NO | NS |